# 英格丽德·克利姆克
英格丽德·克利姆克（德語：Ingrid Klimke，1968年4月1日—），德国女子马术运动员。她曾代表德国参加2000年、2004年、2008年、2012年和2016年夏季奥林匹克运动会马术比赛，获得二枚金牌和一枚银牌。

## 家庭
父亲赖纳·克利姆克。